# Bernard z Clairvaux
Svatý Bernard z Clairvaux (1090/1091, hrad Fontaines u Dijonu – 20. srpna 1153, klášter Clairvaux) byl středověký teolog, filozof, myslitel a mystik, důležitý člen nově vzniklého cisterciáckého řádu.
V roce 1830 jej papež Pius VIII. prohlásil učitelem církve.

## Šlechtický synek

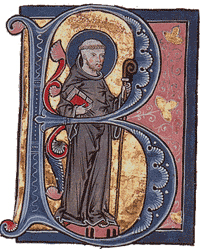
Bernard z Clairvaux na iniciále z středověkého rukopisu

Narodil se na hradě Fontaines roku 1090 nebo 1091 nedaleko Dijonu jako člen významného šlechtického rodu. Krátce před jeho narozením měla podle legendy Bernardova matka živý sen, že porodí psa s rezavou skvrnkou na hřbetě. Zpovědník jí vyložil sen tak, že porodí syna, který bude jako věrný pes střežit dům boží a štěkat na nepřátele víry.
Bernard opravdu silně tíhl k víře a vyrostl v ctnostného mladíka. Získal vzdělání v klášterní škole a po jejím absolutoriu se rozhodl pro řeholní život. Se třiceti druhy se usadil na otcových statcích v Châtillonu a společně se připravovali na vstup do řehole. Roku 1112 vstoupili do kláštera v Cîteaux. Tehdy nový řád byl roku 1100 schválen papežem Paschalem II. jako plod reformy řádu benediktinského.

## Cisterciácký mnich

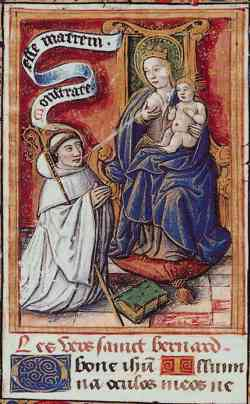
Bernard z Clairvaux a Panna Marie na miniatuře z 15. století

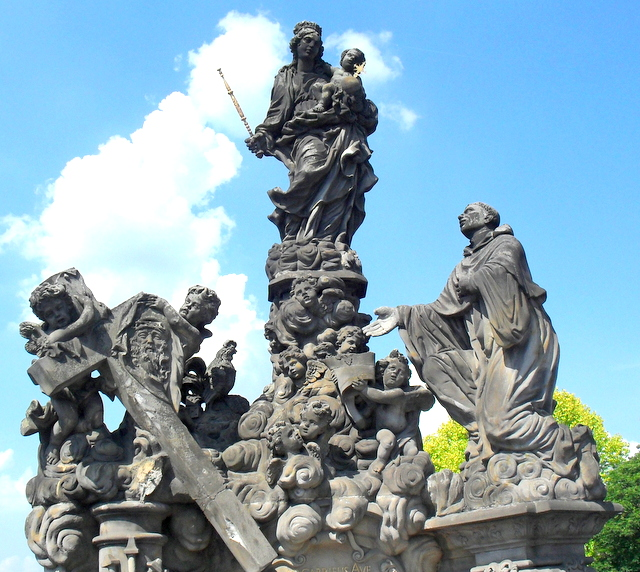
Sousoší Madony a Sv. Bernarda na Karlově mostě

Pro svou horlivost byl Bernard po třech letech ve věku 25 let vybrán, aby založil nový cisterciácký klášter Clairvaux. Význam jeho osoby pro cisterciácký řád byl mnohem hlubší. Bernard z Clairvaux byl například autorem velmi přísných řeholních pravidel, kterými usiloval o obnovu původní přísnosti benediktinské řehole. Do konce Bernardova života vzniklo z jeho popudu a pod jeho vedením 68 dalších klášterů. Benediktini z Cluny nesli s nelibostí Bernardovo „odštěpenecké“ působení a obviňovali Bernarda dokonce i u papeže z přílišné přísnosti.
Roku 1128 sepsal Bernard z pověření církevního sněmu z Troyes řeholní pravidla řádu templářů. Roku 1130 došlo k rozkolu v církvi, když proti papeži Inocencovi II. stanul vzdoropapež Anaklet II. Bernard z Clairvaux zůstal na straně Inocence II. a po smrti Anakleta přesvědčil jeho nástupce Viktora IV., aby se podřídil Inocencovi, čímž byl rozkol zažehnán.
Roku 1145 byl zvolen papežem žák Bernarda z Clairvaux bl. Evžen III. Často se obracel k Bernardovi o radu. Po dohodě s francouzským králem Ludvíkem VII. se papež rozhodl vyhlásit křížovou výpravu na obranu Božího hrobu. Bernard z Clairvaux patřil mezi nejhorlivější vyzyvatele k účasti na výpravě ve jménu kříže. Objížděl Burgundsko, Německo a Francii a všude papežovým jménem vyzýval křesťany k obraně Božího hrobu. Výprava skončila pro neshody s byzantským císařem a vinou nesvornosti křesťanů neúspěchem.
Bernard se těšil velké autoritě a často byl volán, aby řešil i osobní spory vysoce postavených osob. Roku 1152 navzdory chorobě a na žádost biskupa usmířil Bernard krvavý spor v Métách. Sám se však také dostával do sporu s některými významnými osobnostmi, například s opatem Sugerem ze Saint-Denis u Paříže. Činil tak jako teolog s úmyslem bránit víru proti odlišným a podle jeho přesvědčení chybným pojetím.
Odporoval Abélardovi a přispěl k jeho odsouzení koncilem. Sepsal teologický traktát O milosti a svobodném rozhodování. Postavu nevěsty biblické knihy Píseň písní vyložil jako obraz Panny Marie[zdroj?] a výrazně tak ovlivnil mariánskou úctu ve středověku; postavu nevěsty však zároveň chápe jako obraz duše, takže první kapitoly Písně písní jsou pro něj symbolickým popisem mystického výstupu. Získal přízvisko doctor mellifluus = medotekoucí, jež mělo vyjádřit sladké pocity při poslechu jeho promluv a kázání.
Bernard zemřel uprostřed společenství svých mnichů 20. srpna 1153.

## Bernardova mystika
Byl velkým odpůrcem tehdy vznikající scholastiky; preferoval mnišskou teologii, pro niž je slovo primárně nástrojem kontemplace, nikoli analýzy.
V zásadě Bernard odmítal všechny racionalistické cesty postižení Boha a tím i všechny scholastické způsoby tohoto postižení. Bernard proti nim stavěl cit, bezprostřední zření Boha, intuici. Mystik z Clairvaux ignoroval scholastické spekulace a chladné pojmy jako prostředek pochopení Boha a stavěl proti nim úlohu náboženských emocí a prožitků, rodících se z bezmezné lásky k Bohu. Proti rozumové logice scholastické teologie postavil Bernard mystickou extázi, které se dosahuje svobodným aktem vůle.
Od novoplatónské mystiky se Bernardova křesťanská mystika liší hlavně ve dvou bodech:
1. Sjednocení duše s Bohem neznamená, že by duše ztrácela svou substanciální svébytnost.
2. Vzhledem k této odlišnosti nemůže být sjednocení duše s Bohem přirozenou záležitostí jako v panteismu, kde se předpokládá identická povaha člověka (a jeho duše) a božství, nýbrž záležitostí zázraku lásky. K mystickému zření Boha v Bernardově mystice je nezbytná nadpřirozená pomoc — zvláštní božská milost.[6]

## Význam
Bernard byl průkopníkem kristocentrické mystiky a zbožnosti, která na staletí ovlivnila spiritualitu západního křesťanstva. Jeho teologie ovlivnila katolickou úctu k Ježíšovu srdci, ale i Luthera a Kalvína. Jako kazatele si jej cenil mj. Hus. Dante nechává Bernarda promlouvat v závěru Božské komedie, Goethe v závěru Fausta.
Bernard také patří k největším mariologům středověku, bývá označován jako doctor marianus. Připisuje se mu autorství posledního verše antifony Salve Regina a druhé poloviny modlitby Pod ochranu tvou.
Podle Ivo Tretery Bernard z Clairvaux jako intolerantní fanatik, který nikdy neváhal uchylovat se k církevní moci, aby umlčel člověka zastávajícího odlišné názory, v nás přirozeně nemůže vzbuzovat žádné velké sympatie. Na druhé straně by bylo nespravedlivě upírat této nepochybně silné osobnosti významné místo, které jí v dějinách náleží.

## Atributy
Atributy svatého Bernarda z Clairvaux jsou drak, kniha, pes, úl, lebka.
Je patronem cisterciáků, včelařů, vorařů a včel, je patronem Gibraltaru a Janova. Světec je pomocníkem proti dětským chorobám, proti posedlosti a rovněž je pomocníkem v hodině smrti. Je také záštitou proti bouřce.

## České překlady
- BERNARD Z CLAIRVAUX. O stupních pokory a pýchy. Chvály panenské Matky.. 1. vyd. Praha: Krystal, 1999. 118 s. ISBN 80-85929-34-1.
- BERNARD Z CLAIRVAUX. O milosti a svobodném rozhodování. 1. vyd. Praha: Karolinum, 2004. 93 s. ISBN 80-246-0702-6.
- BERNARD Z CLAIRVAUX. O lásce k Bohu. in: Mistr Eckhart a středověká mystika.. Praha: Vyšehrad, 2009. ISBN 978-80-7021-880-8.
- BERNARD Z CLAIRVAUX. Kázání na Píseň písní I. (1 - 41) Praha: Krystal OP, 2009, 524 s. ISBN 978-80-87183-15-1.
- BERNARD Z CLAIRVAUX. Kázání na Píseň písní II. (42 - 86) Praha: Krystal OP, 2012, 495 s. ISBN 978-80-87183-39-7.
- BERNARD Z CLAIRVAUX. Kázání pro dobu adventní a vánoční. Praha: Krystal OP, 2016, 312 s. ISBN 978-80-7575-000-6.
- BERNARD Z CLAIRVAUX. Kázání pro dobu postní a velikonoční. Praha: Krystal OP, 2020, 272 s. ISBN 978-80-7575-073-0.